# Ulrich Schwab (Theaterleiter)
Ulrich Schwab (* 9. Juli 1941 in Stuttgart) ist ein deutscher Theaterleiter.

## Leben

### Ausbildung und erste Berufsjahre
Schwab studierte Jura, Betriebswirtschaftslehre und Theaterwissenschaften in München und Lausanne. Während seiner Zeit als Rechtsreferendar in München erhielt er eine Schauspielausbildung bei Hanna Burgwitz und machte erste Regieassistenzen und Studioinszenierungen.
1969 nach seiner zweiten juristischen Staatsprüfung ließ er sich als Rechtsanwalt mit eigener Kanzlei in München nieder und trat gleichzeitig ein Engagement als Regieassistent, kurz darauf als persönlicher Referent des Intendanten Helmut Henrichs am Bayerischen Staatsschauspiel, Residenztheater, in München an.

### Theaterleitungen in Frankfurt, Hamburg und Mannheim
Von 1972 bis 1979 war Schwab neben Operndirektor Christoph von Dohnányi und Peter Palitzsch als Direktoriumsmitglied des „mitbestimmten“ Schauspiel Frankfurt Verwaltungsdirektor und damit Mitglied des Dreierdirektoriums der Städtischen Bühnen Frankfurt. 1979 wurde er als Generalmanager zum künstlerisch und kaufmännisch alleinverantwortlichen Gründungsgeschäftsführer der 1981 nach dem Wiederaufbau des kriegszerstörten Operngebäudes eröffneten Alten Oper Frankfurt berufen, die er bis zu seiner fristlosen Kündigung im Jahre 1984 leitete. Zu dieser kam es im Zusammenhang mit seinem Vorhaben, das Theaterstück Der Müll, die Stadt und der Tod von Rainer Werner Fassbinder aufzuführen.
Von 1985 bis 1989 war er Generalmanager und Stellvertretender Intendant am Deutschen Schauspielhaus in Hamburg unter Intendant Peter Zadek. 1989 kehrte er als Generalmanager der Städtischen Bühnen nach Frankfurt zurück und wurde in dieser Funktion im Juli 1990 zum geschäftsführenden Intendanten der Oper Frankfurt an der Seite des Opernintendanten Gary Bertini bestellt. Am 6. November 1990 gab er bekannt, dass er seine Stellung zum 1. Januar 1991 aufgeben wolle, weil er sich mit der Stadtregierung nicht über den Haushalts- und Stellenplan für die Oper habe einigen können. Die Fortzahlung seiner Bezüge löste erheblichen Unmut in der Stadtöffentlichkeit aus und trug Schwab den Spitznamen des „Abfindungskünstlers“ ein.
In den Jahren 1992 bis 1995 setzte Schwab sich auf Initiative des Regisseurs Stephan Barbarino als geschäftsführender Gründungsgesellschafter der Dreamking GmbH für ein Musical über Ludwig II. am Originalschauplatz bei Schloß Neuschwanstein ein, gründete das Musische Zentrum Altusried, leitete dort Seminare und Theaterkurse und inszenierte mit Altusrieder Amateuren Italienische Nacht von Ödön von Horváth, Die Palästinenserin von Joshua Sobol sowie Kabale und Liebe von Schiller.
Von 1996 bis 2005 war Schwab Generalintendant am Nationaltheater Mannheim, wo er Peter Turrinis Endlich Schluss, Franz Wittenbrinks Liederabend Sekretärinnen sowie Richard Wagners Lohengrin, und Tristan und Isolde selbst inszenierte. Außerdem inszenierte er in dieser Zeit im Theaterkästle Altusried Die Meisterklasse von Terrence McNally mit der Opernsängerin Hildegard Schwab-Heichele, seiner Ehefrau, als Maria Callas.

### Theaterarbeiten 2005–2014
Im Sommer 2005 inszenierte Schwab für die Allgäuer Freilichtspiele Altusried mit 500 Mitwirkenden Schillers Die Jungfrau von Orleans.
Im April 2006 übernahm Ulrich Schwab in einer Produktion des Musischen Zentrums Altusried Inszenierung und Bühnenbild von Edward Albees Wer hat Angst vor Virginia Woolf? im Altusrieder Theaterkästle. Dabei spielte er die Rolle des George, Hildegard Schwab-Heichele die Rolle der Martha.
Im Oktober 2006 inszenierte er Amadeus von Peter Shaffer als Eröffnungspremiere der 21. Spielzeit des Theaterkästle Altusried und gestaltete die Rolle des Salieri.
Im Mai 2007 übernahm Ulrich Schwab interimistisch für ein Jahr die Funktion des 1. Vorsitzenden des Trägervereins Fränkischer Theatersommer e.V., wobei sich seine Tätigkeit insbesondere auf eine wesentlich Erhöhung der Zuschüsse durch den Freistaat Bayern und den Bezirk Oberfranken konzentrierte. Unter seinem Vorsitz konnte der Name des Trägervereins daher um den Zusatz „Landesbühne Oberfranken“ erweitert werden.
In den Spielzeiten 2008–2010 war Schwab als Artist in Residence für das Theater in Kempten tätig, wo er erneut McNallys Stück Meisterklasse mit Hildegard Schwab-Heichele inszenierte und zwei jeweils mehrteilige musikalisch-literarische Spurensuchen Goethe – Ein Leben in Liedern und Friedrich Schiller – Schöne Welt, wo bist du? initiierte und moderierte. Ende Juni 2009 hatte dort seine Inszenierung von Shakespeares Julius Cäsar Premiere – mit ihm in der Rolle des Marc Anton. Im November 2009 inszenierte und spielte er im Theaterkästle Altusried das Ein-Personen-Stück Endlich Schluss von Peter Turrini. Als Präsident des Rotary Clubs Kempten-Residenz inszenierte er im Juli 2010 im Stadttheater Kempten das Integrationstheaterprojekt „Romeo und Julia“ mit circa 90 Mitwirkenden aus sozial und ethnisch unterschiedlichsten Bevölkerungsgruppen der Stadt. Im Oktober 2011 eröffnete seine Inszenierung von Das Maß der Dinge von Neil LaBute die Saison 2011/12 im Altusrieder Theaterkästle. In der Spielzeit 2012/13 folgte dort seine Inszenierung von Anton Tschechows Drei Schwestern. Im Sommer 2013 übernahm er für die Schlossoper Haldenstein/Kammerphilharmonie Graubünden die szenische Produktionsleitung von Verdis Rigoletto in der Inszenierung seiner Tochter Ulrike Schwab (Musikalische Leitung: Sebastian Tewinkel). Im Februar 2014 erfolgte im Theaterkästle Altusried die erfolgreiche Wiederaufnahme seiner Kemptener „Romeo und Julia“ – Inszenierung mit Altusrieder Schauspielern.

### Sonstiges
Von 2000 bis 2006 war Ulrich Schwab Präsident der Freien Akademie der Künste Mannheim, deren Mitglied er heute noch ebenso ist wie bei der Deutschen Akademie der Darstellenden Künste.
Im August 2006 erhielt er erneut die Rechtsanwaltszulassung und begründete seinen Kanzleisitz in Altusried. Sein Spezialgebiet ist das Bühnenrecht.